# Lomnica (gmina Rekovac)
Lomnica (cyr. Ломница) – wieś w Serbii, w okręgu pomorawskim, w gminie Rekovac. W 2011 roku liczyła 143 mieszkańców.